# 楊其休
楊其休（1551年—？），字振孫，號麟郊，山東濟南府青城縣人，軍籍，明朝政治人物。

## 生平
萬曆七年（1579年）己卯科山東鄉試第十二名，登萬曆八年庚辰科會試四十七名，第三甲第十七名進士。刑部觀政，本年授苏州府推官，十四年行取，选授吏科給事中，十六年主考山西乡试，九月升户科右，十七年正月升刑科左，十八年累官工科都給事中。
萬曆二十年（1592年）正月，李獻可偕六科諸臣上疏請求為神宗長子朱常洛舉行“豫教之典”。神宗大怒，指摘其誤書弘治年號，違旨侮君，貶一秩調外，其餘人等奪俸半年。大學士王家屏將御批封還，神宗愈加不滿。吏科都給事中鍾羽正、吏科給事中舒弘緒均上疏支持李獻可。神宗將弘緒調職南京，羽正及獻可以調任邊遠地區雜職。大學士趙誌臯論救，被斥責；吏科右給事中陳尚象又爭，貶斥為民。戶科左給事中孟養浩，御史鄒德泳，戶兵刑工四科都給事中丁懋遜、張棟、吳之佳、楊其休，禮科左給事中葉初春，各自上疏援救。神宗怒不可遏，命將孟養浩廷杖一百，除名。鄒德泳、丁懋遜、張棟、吳之佳等六人貶一秩，外放為官。李獻可、鍾羽正、李弘緒除名。

## 家族
曾祖楊倫，曾任知縣；祖父楊獻章，曾任教諭；父楊若山，曾任儒官。母酈氏；繼母成氏；繼母王氏；繼母李氏。